# Maxomys pagensis
Maxomys pagensis är en däggdjursart som först beskrevs av Miller 1903.  Maxomys pagensis ingår i släktet taggråttor och familjen råttdjur. IUCN kategoriserar arten globalt som sårbar. Inga underarter finns listade i Catalogue of Life.
Denna gnagare förekommer på Mentawaiöarna söder om Sumatra. Den lever i tropiska skogar och går främst på marken.